# Miguel Ángel Lucero Olivas
Miguel Ángel Lucero Olivas (Durango, México, 22 de abril de 1971) es un político y maestro mexicano afiliado al Partido del Trabajo. Desde el 5 de marzo de 2019 es senador de la República en la LXIV Legislatura del Congreso de la Unión en representación del estado de Durango.

## Primeros años
Miguel Ángel Lucero Olivas nació el 22 de abril de 1971 en el estado de Durango, México. Estudió la licenciatura en educación física en el Centro de actualización del magisterio de Iguala. Se desempeñó como director de bachillerato en Durango.

## Trayectoria política
Lucero Olivas es militante del Partido del Trabajo (PT), en el cual desempeñó el cargo de coordinador educativo. También fue secretario general del partido Movimiento Regeneración Nacional en el estado de Durango.
En las elecciones federales de 2018 fue postulado como suplente de Alejandro González Yáñez, candidato a senador de la República por el estado de Durango. El 5 de marzo de 2019 Lucero Olivas ocupó el escaño de senador de primera fórmula después de que González Yáñez pidiera licencia del cargo para postularse en las elecciones estatales de Durango de 2019. Dentro del senado ocupa la posición de presidente de la comisión de minería y desarrollo regional.